# Gustave Moynier

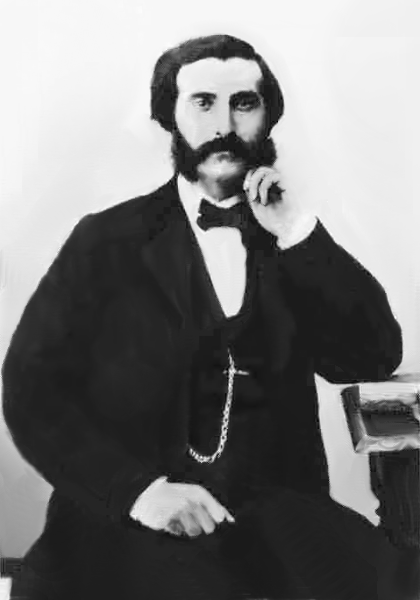
Gustave Moynier dans ses jeunes années.

Louis Gabriel Gustave Moynier (né le 21 septembre 1826 à Genève et mort le 21 août 1910 à Genève) est un juriste suisse.
Il est entre 1864 et 1910 le président du Comité international de la Croix-Rouge qu’il a fondé avec Henry Dunant, le général Dufour, les docteurs Louis Appia et Théodore Maunoir.
En 1873, il fonde avec Gustave Rolin-Jaequemyns l'Institut de droit international, qui voit le jour à Gand.

## Son enfance et sa famille
Moynier, né à Genève appartient à une famille noble huguenote, originaire du Cailar, dans le Gard, en France. Celle-ci a dû se réfugier en Suisse parce qu'elle était persécuté par sa religion protestante. Son grand-père et son père étaient maitres-horlogers. André Moynier, son père, a décidé de se lancer dans la politique en 1842 et il devient conseiller d'État en 1843. La famille Moynier a vécu la révolution menée par James Fazy en 1846 et c'est à ce moment que Gustave rencontre sa femme.

## Ses études et son parcours professionnel
Lorsqu'il finit le collège en 1842, il suit des cours préparatoires pendant 4 ans. En 1846, il obtient le titre de bachelier. Ensuite, à cause de la révolution, il rentre en France et continue ses études à la Sorbonne. Il y découvre qu'il a un goût prononcé pour le droit. Le 1er mars 1850, il fait sa soutenance de thèse accompagné du pasteur Joseph Martin-Paschoud du temple protestant de l'Oratoire du Louvre. Sa thèse est un succès et il commence une formation juridique. Il passe son examen professionnel d'avocat avec succès les 2 et 3 juillet 1850. Par la suite il découvre qu'il a une passion pour la philanthropie et arrête sa carrière d'homme de loi. En décembre 1862, il rencontre Henri Dunant, dont il a lu le livre Un souvenir de Solférino. En février 1863, Gustave Moynier prend part à la création du comité des cinq. En 1864, il devient l'ambassadeur de la Suisse avec le général Dufour et le docteur Lehmann (de). 
En 1864, il devient le président de la conférence internationale de la Croix-Rouge à Genève. Il propose en 1872, à la suite de la guerre franco-prussienne de 1870-1871, la création d'une juridiction pénale internationale qui viendrait condamner les violations du droit international humanitaire (notamment pour la protection du personnel sanitaire et soignant lors des guerres). Mais parce que la plupart des gouvernements souhaitent sauvegarder leur souveraineté, la mesure n'est pas adoptée.
En 1879, il fonde le magazine mensuel L'Afrique explorée et civilisée, et devient par la suite consul général du Congo en Suisse de 1890 à 1904.
En 1892, il devient aussi le président de l'institut de droit international. En 1898, il renonce à la présidence active du comité international de la Croix-Rouge.

## Bataille de Solferino
En 1859, l'armée française alliée au Royaume de Piémont-Sardaigne est opposée à l'armée autrichienne. L'objectif de la bataille est de libérer la Lombardie et Venise de l'emprise de François-Joseph d'Autriche. Pour cela le ministre de Piémont-Sardaigne obtient l'aide de Napoléon III. Cette bataille a lieu en Lombardie dans la province de Mantoue le 24 juin. Finalement, il y a 40 000 morts et l'Italie réussit à récupérer la Lombardie mais Venise reste autrichienne. 
Le lendemain de cette bataille, Henri Dunant se rend à Solférino dans le but de rencontrer Napoléon III pour ses affaires en Algérie. En voyant tous ces morts et ces blessés, il décide de rester sur le terrain afin de les aider. Il crée un centre d'opération à l'église de la "Chiesa Maggiore" et écrit des lettres sur la guerre qui seront éditées à Genève. Par la suite, il écrit un livre intitulé Un souvenir de Solférino dans lequel il évoque ses idées pour améliorer le traitement des blessés de guerre et les services sanitaires. Ce livre est traduit en plusieurs langues et suscite de nombreuses vocations. C'est en lisant ce livre que Gustave Moynier décide de s'associer à d'autres personnes pour mettre en œuvre toutes les idées de Dunant et finalement créer la Croix-Rouge.

## Rencontre entre Moynier et Dunant
La rencontre entre Gustave Moynier et Henri Dunant est à la base de la création de la Croix-Rouge. Elle a eu lieu grâce à la publication du livre de Dunant, Un Souvenir de Solférino. À le lire, Moynier, bien que peu intéressé par les questions de guerre à cette époque, est immédiatement emballé par les idées de Dunant et choisit tout de suite d’aller le rencontrer pour mettre en place le projet. Leur rencontre a donc lieu au domicile de Dunant, mais ce dernier, bien que flatté par l’intérêt que porte Moynier à ce projet, n'est pas séduit par ses idées. Cette réticence est due au fait que Moynier, qui est un très bon organisateur, prévoit déjà de tout planifier et le Comité des cinq est créé ; il est formé de Henri Dunant, qui était à l'origine du projet, de Moynier, qui a présenté le projet, des docteurs Théodore Maunoir et Louis Appia, qui ont fait accepter le projet grâce à leurs connaissances, et du Général Dufour, qui est une figure emblématique pour le groupe et qui a de grandes connaissances dans le domaine de la guerre.
Néanmoins, des divergences d'opinions se développent vite entre Moynier et Henri Dunant en ce qui concerne différents aspects du projet, en particulier sur la mise en place de la proposition de Henri Dunant de placer les blessés, le personnel ainsi que les lazarets sous la protection du principe de neutralité. Moynier considère cette idée comme inexécutable et demande de ne pas persister dans cette voie.
La relation entre Moynier et Henri Dunant ne cessera de se dégrader. En avril 1867 a lieu la dissolution du Crédit genevois, société de financement dont Henri Dunant est membre du conseil d'administration. Ce dernier est obligé d'annoncer la faillite de sa société, alors que sa famille et des amis y sont également impliqués de par leurs investissements. Le 17 août Henri Dunant est condamné par le tribunal de commerce genevois pour faillite frauduleuse, ce qui donne lieu à des demandes de retrait du comité international. Le 25 août il démissionne de son poste de secrétaire du comité et est complètement exclu de celui-ci le 8 septembre. Moynier, qui a pris en charge la présidence du comité en 1864, joue un rôle essentiel dans cette exclusion et utilisera à différentes reprises ses relations et son influence pour empêcher que Henri Dunant ne reçoive de l'aide financière de ses amis ou de partisans provenant de différents pays. 
Par d'autres manœuvres, Moynier fait en sorte que la médaille d'or des sciences morales de l'exposition universelle de Paris ne soit pas remise personnellement à Henri Dunant — comme prévu — mais qu'elle lui soit attribuée à lui-même ainsi qu'à Dufour et Dunant, de sorte que l'argent lié au prix est transféré directement dans la caisse du comité international. L'offre de l'empereur Napoléon III de prendre en charge la moitié des dettes de Henri Dunant, si ses amis prennent en charge l'autre moitié, échouera également à cause des manœuvres de Moynier.
 (janvier 2013).

## Fin de Moynier

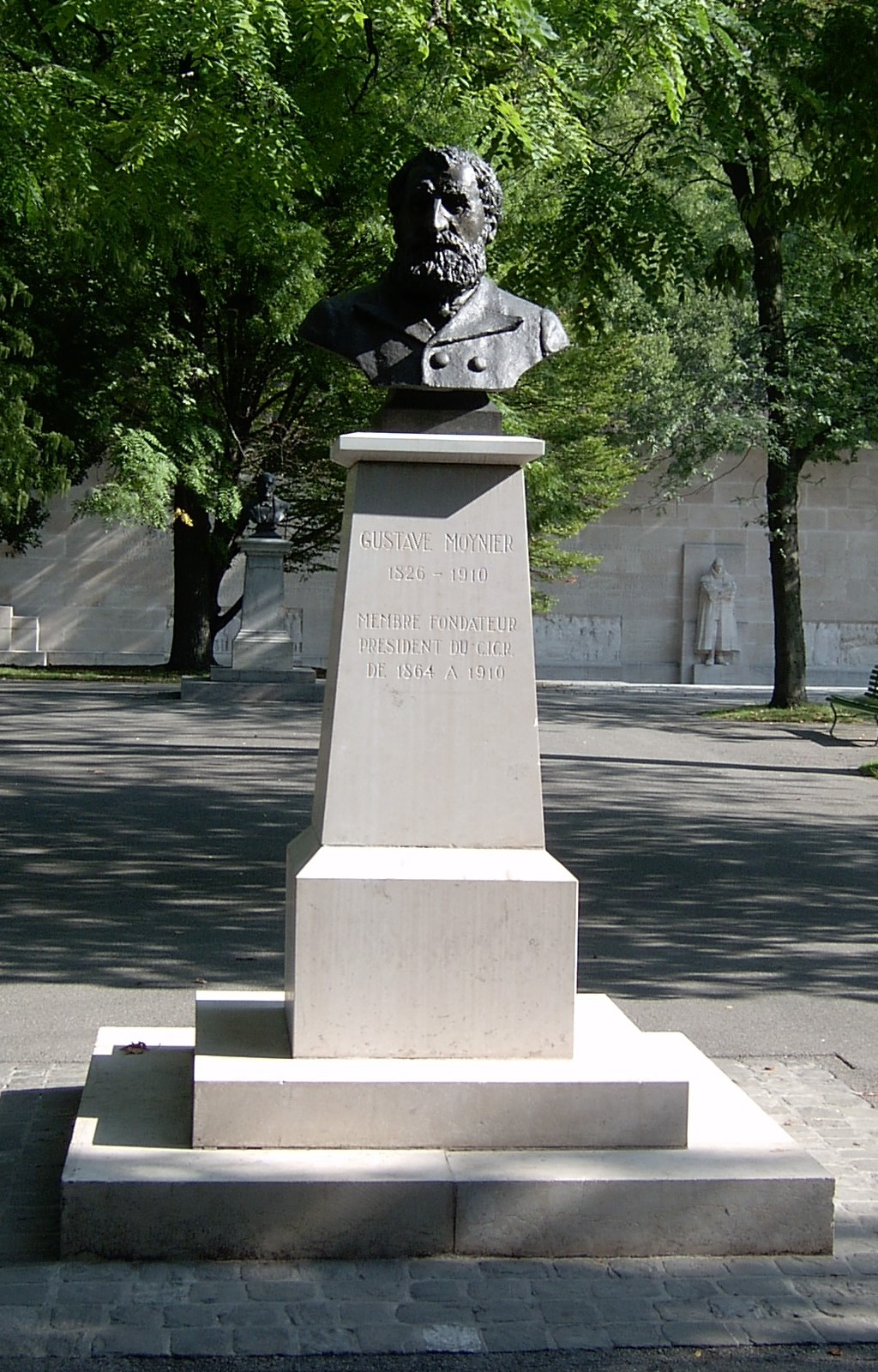
Buste de Gustave Moynier dans le parc des Bastions, du sculpteur Otto Bindschedler.

En 1898, Louis Appia meurt, Moynier reste le seul membre du comité des cinq à demeurer au siège de la Croix-Rouge. L’autre membre fondateur encore vivant est Henri Dunant, mais il a cessé ses activités officielles au sein de la Croix-Rouge depuis 1867.
À cette époque, Moynier est président, mais commence à devenir vieux. Il a des problèmes au pharynx, ce qui lui pose des problèmes pour s’exprimer. En octobre de cette même année, il annonce qu’il veut se retirer, mais cette déclaration déclenche un tel élan de désarroi qu’il finit par accepter de faire simplement baisser son niveau de charge.
Il ne quitta donc son poste qu’en 1910, lors de sa mort, après 47 ans de présidence. À ce moment, Moynier est plus qu’un simple membre de la Croix-Rouge, il a accompli tellement de choses dans sa vie que son décès laisse un grand vide pour beaucoup de personnes qui se souviennent de lui comme d'un administrateur hors pair, comme celui qui a poussé la Convention de Genève jusqu’au bout et qui a permis d’améliorer grandement les conditions lors des guerres.
Gustave Moynier et les autres fondateurs de la Croix-Rouge ont fondé une des organisations internationales les plus importantes encore aujourd’hui. Elle a aidé, aide et aidera encore probablement pendant longtemps les soldats pendant les guerres et les populations souffrant des conflits. 

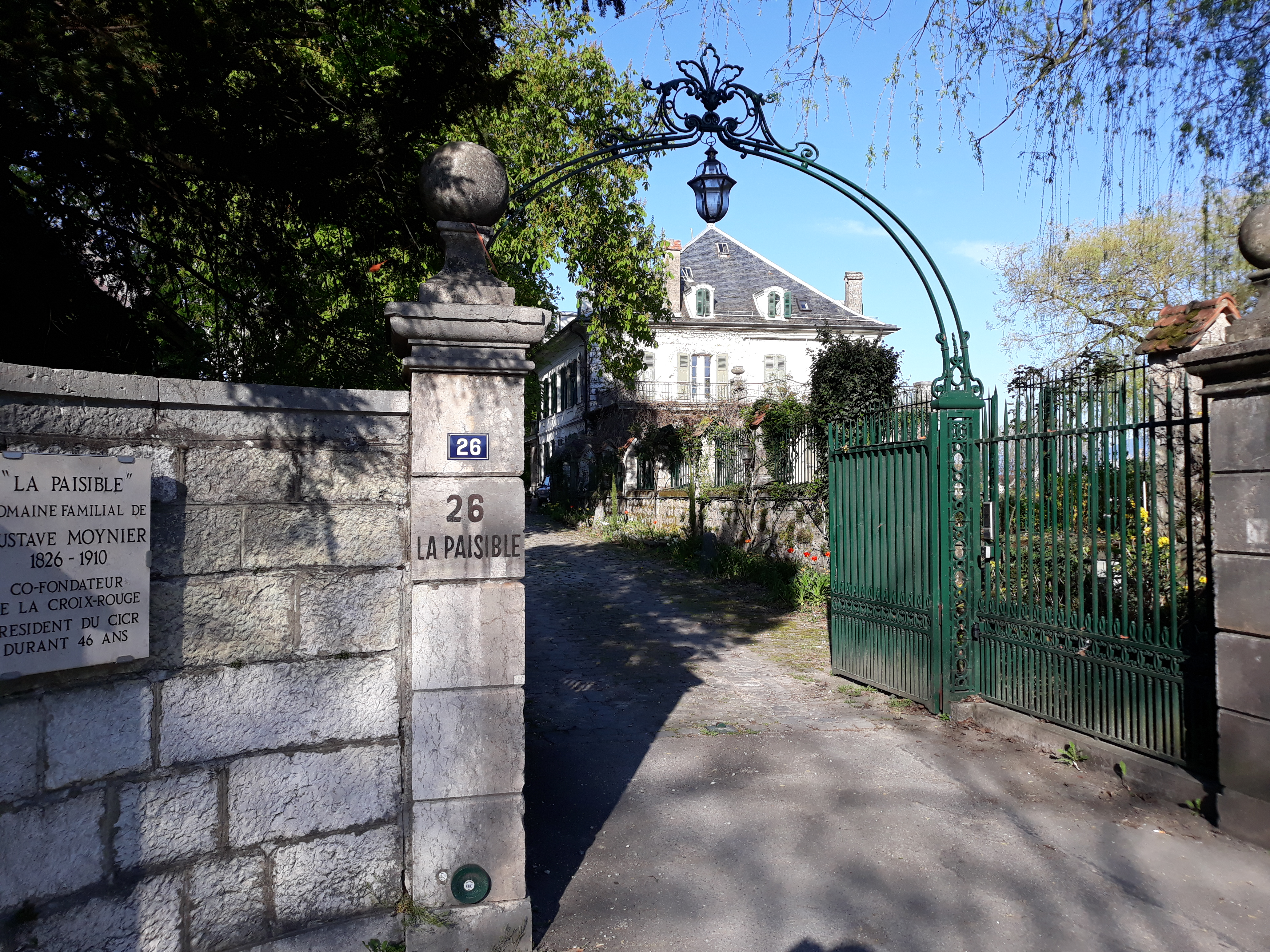
« La Paisible », résidence de la famille Moynier à Ferney-Voltaire.

Moynier, quant à lui, n’est aujourd’hui plus très connu, contrairement à Henri Dunant. Cette méconnaissance est probablement due au fait que Gustave Moynier n’a jamais été un personnage très charismatique, ni très sympathique. Il a toujours été considéré comme austère. Son éducation calviniste a fait qu’il s’est toujours beaucoup investi avant tout dans son travail. La différence avec Henri Dunant est là. Ce dernier, dans son livre Un Souvenir de Solférino, exprime énormément ce qu’il a ressenti à la vue des malheurs dus à la guerre, et ceci a été le moteur de son action. Cette humanité lui attire une certaine sympathie, contrairement à Moynier. On peut pourtant dire que si la Croix-Rouge est ce qu’elle est aujourd’hui, c’est grâce à Dunant car s'il n'avait pas été à Solférino la Croix-Rouge n'existerait pas
On peut aussi remarquer que parmi les cinq membres fondateurs, Gustave Moynier est un des seuls à ne pas avoir une avenue à son nom à Genève. Louis Appia, le Général Dufour et Henri Dunant en ont chacun une. Une rue porte le nom de Maunoir. Les seuls souvenirs de Moynier sont sa villa et le parc se trouvant devant, qui ont gardé son nom, une petite ruelle, et un buste dans le Parc des Bastions.
La Paisible, le domaine de la famille Gustave Moynier était situé à Ferney-Voltaire (France), actuellement 26 rue de Gex. 46° 15′ 40″ N, 6° 06′ 19″ E
Moynier est enseveli à Genève au Cimetière des Rois

## Publications
- Étude sur la Convention de Genève pour l'amélioration du sort des militaires blessés dans les armées en campagne (1864 et 1868), Paris, Joël Cherbuliez, 1870.
- La Croix-Rouge, Son Passé et son Avenir, Paris, Sandoz et Thuillier, 1882, 288 pages.
- Mes heures de travail, Genève, Société générale d'imprimerie, 1907.
- La fondation de l’État indépendant du Congo au point de vue juridique, 1887.
- La question du Congo devant l'Institut de droit international, 1883.